# Imke Bartels
Imke Anne Marian Schellekens-Bartels (Eindhoven, 15 marzo 1977) è una cavallerizza olandese, vincitrice della medaglia d'argento nel dressage a squadre alle olimpiadi di Pechino 2008.

## Biografia
Oltre alla medaglia olimpica, l'amazzone olandese vanta anche due medaglie mondiali e quattro europee.

## Palmarès
- Olimpiadi

Pechino 2008: argento nel dressage a squadre.